# Herb Korsz
Herb Korsz – jeden z symboli miasta Korsze i gminy Korsze w postaci herbu.

## Wygląd i symbolika
Herb przedstawia na zielonym polu trzy złote kłosy, na łodydze środkowego czerwone koło kolejowe przez którego oś przechodzi uproszczony symbol kolejowego orła w kolorze złotym.
Kolory złoto-żółty symbolizują wiarę, stałość, mądrość, chwałę; purpura-szkarłat – umiarkowanie; zieleń – miłość, radość, obfitość;

## Historia
W 1927 roku władze niemieckie nadały osadzie herb, który przedstawiał tarczę rozdzieloną na krzyż krzyżem czarnym (krzyżackim), w polach I i III romby czerwono-złote, w polu II, srebrnym, koło kolejowe złote, w polu IV, srebrnym, trzy kłosy zboża, złote. Tarcza była gotycka, zwieńczona koroną murową z trzema basztami, z której spływały labry.
Godła z pól II i IV były identyczne jak we współczesnym herbie i symbolizują dokładnie to samo: kolejowy oraz rolniczy charakter osady. Natomiast romby zaczerpnięte zostały z herbu pruskiej rodziny Königsegg, właścicieli osady od XIV wieku.
W latach 90. przyjęto nowy wzór herbu autorstwa Agnieszki Baran.